# Тосканський ордер

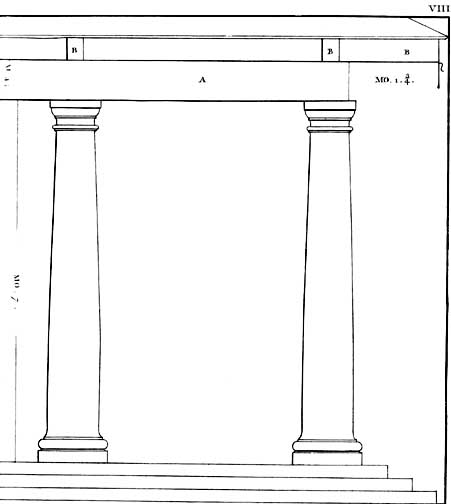
Тосканський ордер, ілюстрація з Чотирьох книг про архітектуру Андреа Палладіо.

Тосканський ордер — один з п'яти архітектурних ордерів, що виник у Стародавньому Римі на рубежі I століття до нової ери і I століття нової ери. Назва пов'язана з архітектурою етрусків (тусків). У грецькій системі ордерів відсутній, хоча схожий на простіший в деталях грецький доричний ордер, з яким його зближують форми та пропорції.
Фриз тосканського ордера позбавлений тригліфів і метоп. Відсутні мутули під виносною плитою карнизу.
Стовбури колон, що мають більшу товщину, ніж доричні — гладкі, без канелюр. Гранично прості бази складаються лише з плінта і торуса. Висота колон дорівнює 7 нижнім діаметрам, або 14 модулям. На 1/3 висоти колона рівна, а вище вона звужується (таке звуження називається ентазисом) до капітелі на 1/5 нижнього діаметра. Колона завершується простою круглою капітеллю. Фриз та архітрав гладкі.
Колони тосканського ордера частіше за все повністю обробляли тинькарі, іноді капітель готували ліпники й встановлювали її після обробки колони.
Правила побудови ордера викладені у Вітрувія в його трактаті «Про архітектуру», I ст. до н. е. Зовні будівлі тосканського ордера виглядали міцними й значними, тому символізували фізичну міць і силу та використовувалися, головним чином, як споруди господарського або військового (оборонного) призначення.